# エーグル-オロン-モンテイ-シャンペリ鉄道BCFeh4/4 1...6形電車

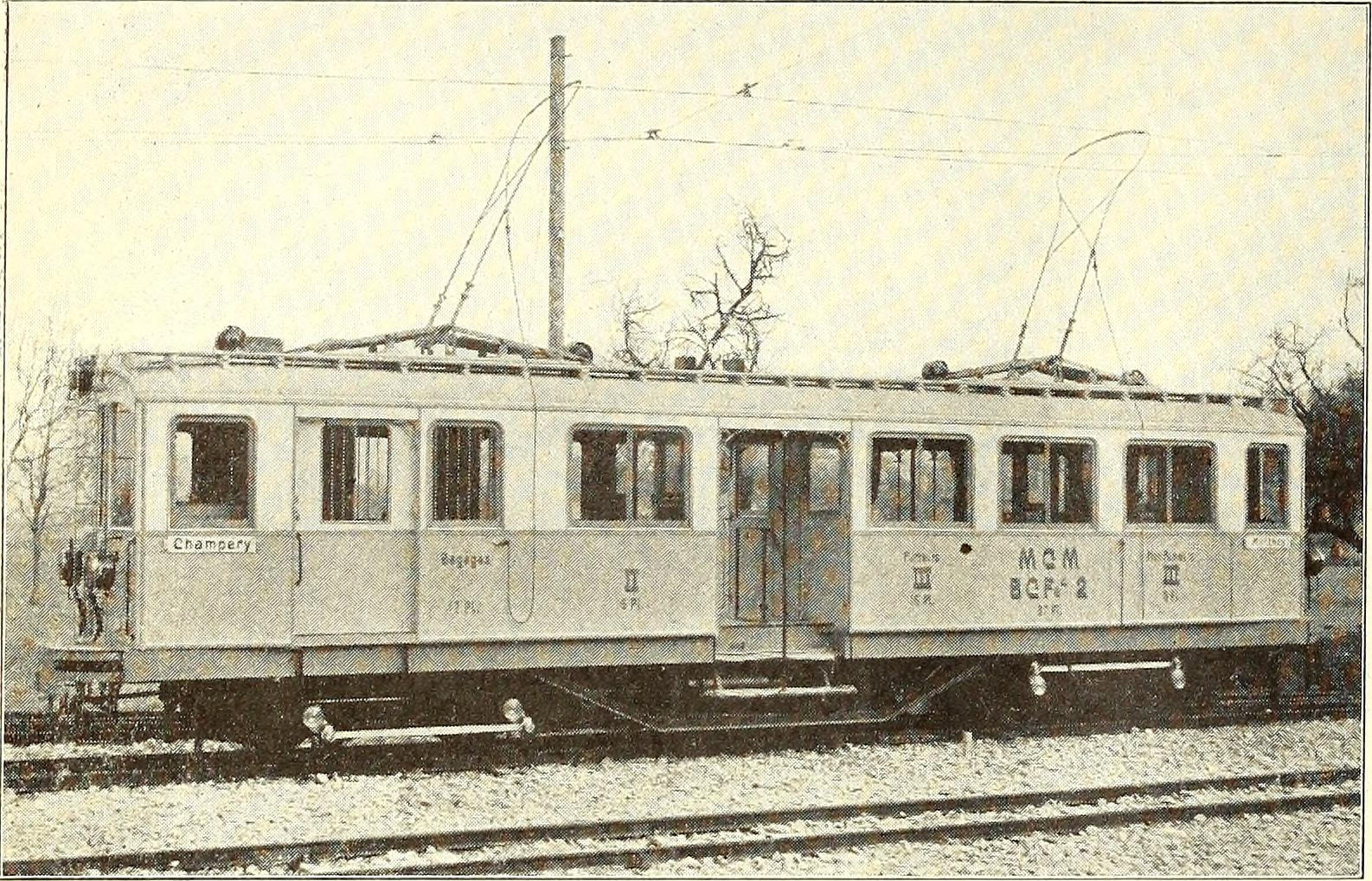
製造直後のBCFe^{4} 2号機（後のBCFeh4/4 2号機）、1908年

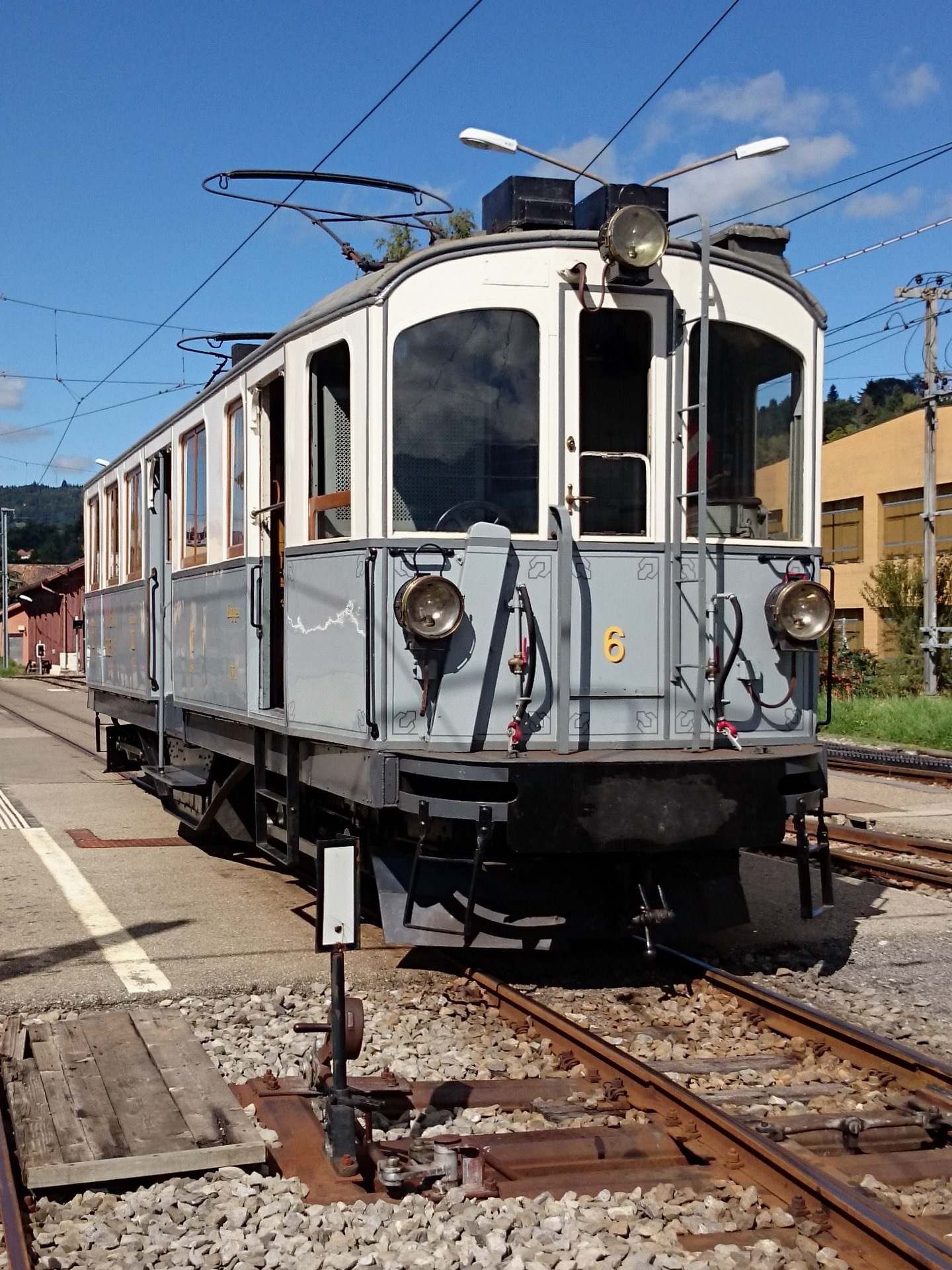
ブロネイ-シャンビィ博物館鉄道で動態保存されているBCFeh4/4 6号機、2015年

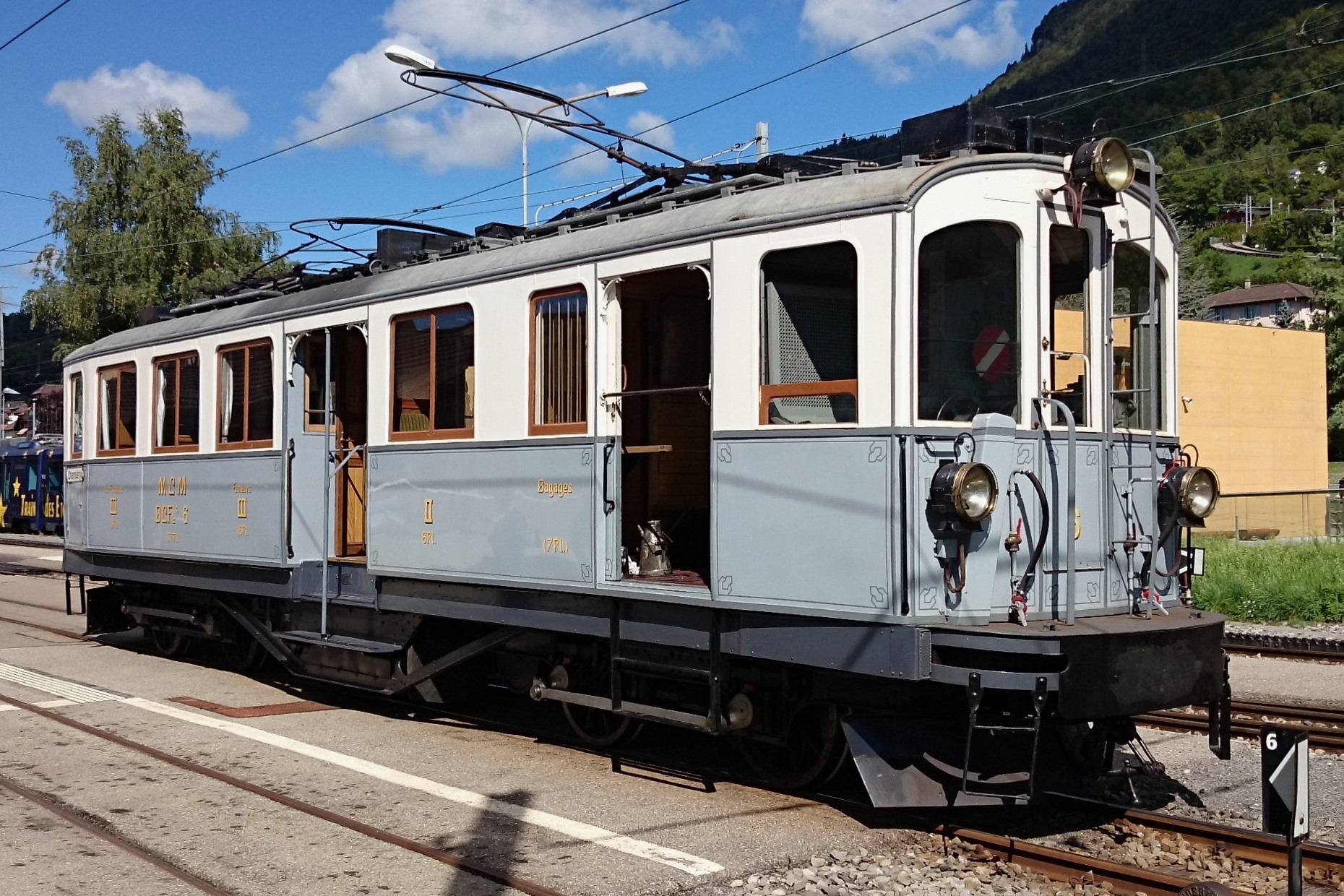
同じく動態保存されているBCFeh4/4 6号機、台車外側のクランクとロッドが本形式の特徴である、2015年

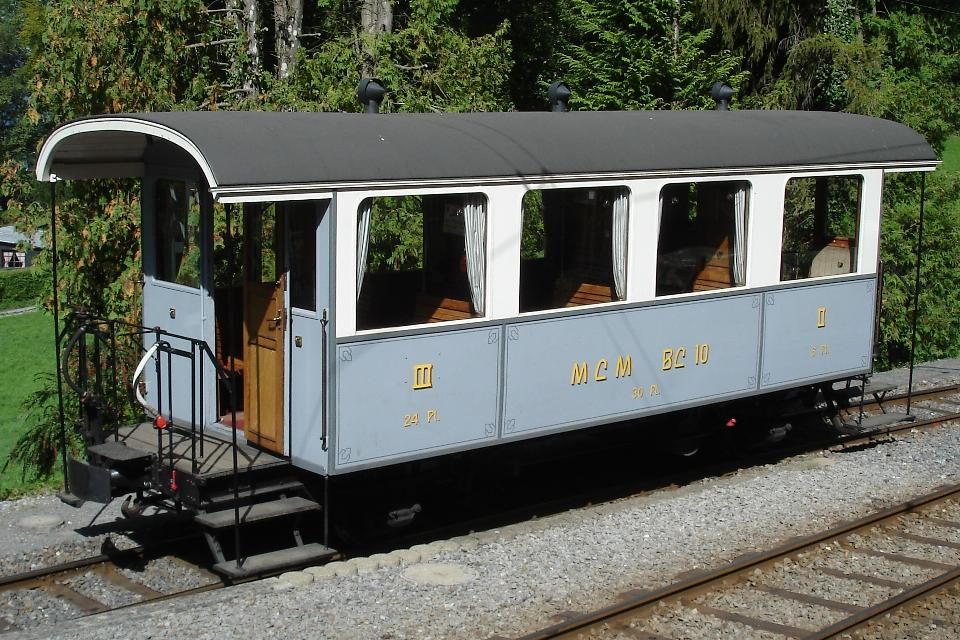
BCFeh4/4 6号機とともにブロネイ-シャンビィ博物館鉄道で動態保存されるBC 10号車、2010年

エーグル-オロン-モンテイ-シャンペリ鉄道BCFeh4/4 1...6形電車(エーグル-オロン-モンテイ-シャンペリてつどうBCFeh4/4 1...6がたでんしゃ)は、現在ではシャブレ公共交通となっているスイス西部の私鉄であるエーグル-オロン-モンテイ-シャンペリ鉄道（Chemin de fer Aigle-Ollon-Monthey-Champéry (AOMC)）と、その前身であるモンテイ-シャンペリ-モルジャン鉄道(Chemin de fer Monthey-Champéry-Morgins(MCM))で使用されていた山岳鉄道用ラック式電車である。

## 概要
1900-1910年代のスイスのラック式登山鉄道では、1898年に開業したユングフラウ鉄道、ゴルナーグラート鉄道、シュタンスシュタート-エンゲルベルク鉄道以降、ほとんどの鉄道で2軸式のラック式専用もしくはラック式/粘着式併用の小型電気機関車が客車を押し上げる形態の列車での運行が主力となっていた。一方、同じスイスの粘着式の路線を持つ中小私鉄においては、電化の進展に伴い、比較的高い牽引力を持つ電車が客車もしくは貨車を牽引する形態の列車が主力となっていた。このような状況の中、1908-09年に開業したモンテイ-シャンペリ-モルジャン鉄道は全長12.9kmの路線の中に最急135パーミルのラック区間が3区間存在する山岳鉄道であったが、同鉄道では開業に際し電車が牽引する列車で運行をすることとして導入した機体が本項で述べるBCFeh4/4形であり、2軸ボギー台車を使用したラック式電車としてはスイス最初期の機体の一つであった。本形式は2軸ボギー台車の片側の車軸にラック式の駆動装置を、もう片側の車軸に粘着式の駆動装置を装荷しつつ、その駆動力をサイドロッドを通じて反対側の車軸へ伝達して1台車当たり粘着式の動軸2軸とラック式のピニオン1軸を駆動する比較的単純な構造の方式となっており、この方式は同時期の1905年にマルティニ・シャトラール鉄道のBCFeh4/4 1…15形で初めて実用化され、その後2000年代までの主力方式となった、1つの車軸にラック式と粘着式の駆動装置を両方組み込んで1基の電動機で駆動する、より近代的で複雑な方式の2軸ボギー台車が普及するまでの間にスイスのアルトシュテッテン-ガイス鉄道（Altstätten–Gais-Bahn（AG）、現在のアッペンツェル鉄道（Appenzeller Bahnen（AB）））のCFeh3/3 1-3形（1911年製、片ボギー式）およびCeh4/4 4形（1914年製）、イタリアのストレーザ-モッタローネ鉄道（Ferrovia Stresa-Mottarone（FSM））の1形（1911年製）で採用されている。本形式は開業に際してまず1-3号機の3機が、開業後の1909年に若干の出力増強を図った6号機の計4機が導入されており機械部分、台車をSLM、車体をSIG、電機部分、主電動機はAliothが担当して製造され、1時間定格出力220kW（1-3号機）もしくは279kW（6号機）を発揮し、1-2両程度の客車もしくは貨車を牽引可能なものであった。各機体の機番と製造年月日、製造所、機体名は下記のとおりである。
- 1 - 1908年 - SLM/SIG/Alioth
- 2 - 1908年 - SLM/SIG/Alioth
- 3 - 1908年 - SLM/SIG/Alioth
- 6 - 1909年 - SLM/SIG/Alioth

## 仕様

### 車体
- 車体構造は1900-1930年代のスイス私鉄車両では標準であった木鉄合造構造で、台枠は幅80mmの溝形鋼を左右2000mm間隔で配置し、L字鋼のトラス棒を付けた鋼材リベット組立式で、その上に木製の車体骨組および屋根を載せて前面および側面外板は鋼板を木ねじ止めとしたものとし、屋根は屋根布張り、床および内装は木製としている。車体は両運転台式で、側面下部には裾絞りが付き、前後端部を左右に絞った形状としているほか、車体端部に奥行500mmの小さいデッキを設置しているのが特徴である。また、窓下および窓枠、車体裾部に型帯が入るほか、窓類は下部左右隅部R無、上部左右隅部はR付きの形態となっている。
- 正面は平面構成の3面折妻形態で、中央の貫通扉の左右に正面窓があり、正面窓の上方を上部まで延長して屋根カーブと合わせた形状とした形態[14]とし貫通扉上部と正面窓下部左右に外付式の丸形前照灯が配置されるスタイルである。連結器はねじ式連結器でバッファは設置されずに台枠端にバンパーのみが設置され、フックは台車取付でその下部に大型の排障器が設置されており、これは後に大型のスノープラウに変更されている。運転室は長さ1255mmと当時のスイスの電車としては大きなもので、運転室左側に粘着駆動装置用主電動機用およびラック駆動装置用主電動機用の2基の大形マスターコントローラーが、右側にブレーキハンドルおよび手ブレーキハンドルが設置され、運転士は状況に応じてデッキ内を移動しながら運転を行う。
- 車体内は後位側から運転室、長さ1500mm禁煙3等室（現在の2等室）、3000mmの喫煙3等室、1400mmの乗降デッキ、2等室（称号改正後の1等室）、荷物室、運転室の配列となっており、側面は窓扉配置13D11D1（運転室窓-3等室窓-乗降デッキ（扉無し）-2等室窓-荷物室窓-荷物室扉-運転室窓）となっている。乗降デッキの側面には扉は設置されず、屋根のみでステップ2段、中央部に手摺、上部隅部に唐草模様の飾り付のオープンデッキとなっており、荷物室扉は片引戸でステップ2段付きとなっており、戸袋はなく荷物室内にそのまま引込まれる。客室および荷物室窓はニス塗窓枠の下落とし窓で客室窓はガラス2枚の分割構成となっている。また、屋根上は前後に菱型のビューゲルが2基と水雷形ベンチレーター4基が設けられている。
- 客室は3等室は2+2列の4人掛、2等室は2+1列の3人掛の固定式クロスシートを配置しており、座席定員は3等室が禁煙8名、喫煙16名の計24名、2等室が6名、座席は3等室のものはヘッドレストの無い木製ニス塗りのベンチシートで2等室のものはクッション・肘掛付のものとなっている。室内は天井は白、側壁面は木製ニス塗り、荷棚は鉄棒とニス塗り木材を使用したもので座席上に枕木方向に設置されている。また、荷物室内にも折畳式の補助座席が設置されている。
- 塗装
  - 製造時の車体塗装は下半部が明るいブルーグレー、上半部が白に近いクリーム色で車体下半部の帯板をグレーとして腰板周縁部に唐草模様の飾りを入れ、側面下部に「MCM」および形式名と機番、客室等級のローマ数字・禁煙・喫煙・荷物室の区別および座席定員、正面貫通扉下部に機番がそれぞれ影付きの黄色の飾り文字で入っている。なお、車体台枠、床下機器と台車はダークグレー、屋根および屋根上機器はグレーである。
  - その後エーグル-オロン-モンテイ-シャンペリ鉄道の所属となった後は車体下半部を濃緑色、上半部をニス塗りであった窓枠も含めてクリーム色として、車体下半部に「Aigle-Ollon-Monthey-Champéry」のレタリングと形式名と機番、客室等級などが入るものに変更されている。

### 走行機器

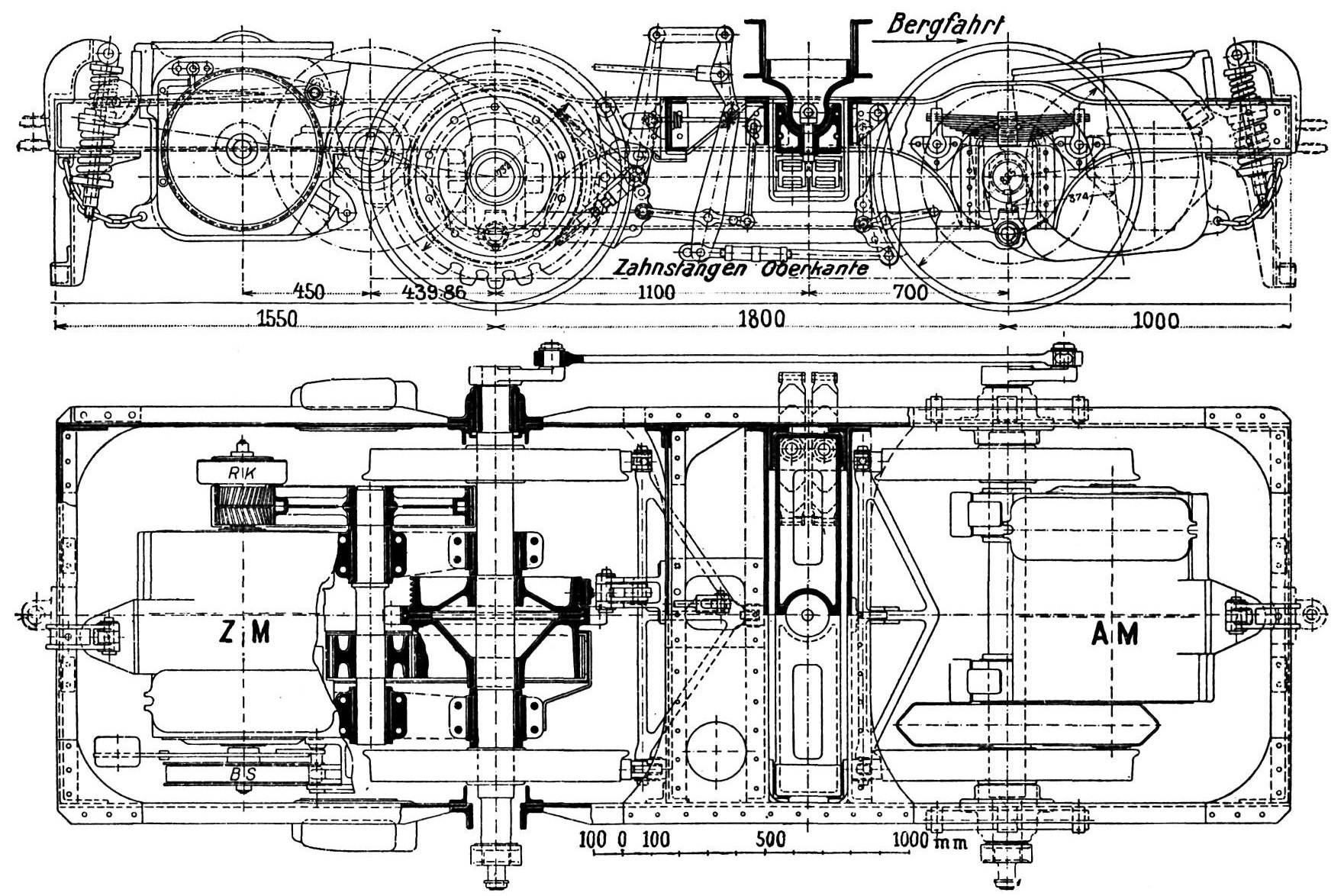
台車の組立図、図面左側にラック式駆動装置が、右側に粘着式駆動装置が装荷されている

- 制御方式は直接制御式抵抗制御で粘着動輪用2台とピニオン用の2台の計4台の直流直巻整流子電動機主電動機を制御するもので、粘着区間では粘着動輪用主電動機のみを直列および並列に接続して駆動、ラック区間では粘着動輪用の2台を直列に、ピニオン用の2台を並列に接続したものをさらに並列に接続して駆動する方式となっており、それぞれ別個のマスターコントローラーで制御される。制御段数は粘着動輪用主電動機が直列5段、並列4段、発電ブレーキ5段、ピニオン用主電動機が並列8段、発電ブレーキ7段となっている。
- 台車枠は鋼材リベット組立式で、動軸2軸が軸距1700mmで配置され、前位側（山頂側）動軸の外側に1段減速の吊掛式に粘着動輪用主電動機が装荷されて後位側の動軸へは台車枠外側のクランクとロッドで駆動力が伝達され、後位側（山麓側）動軸に2段減速の吊掛け式にラック用主電動機が装荷されて後位側動軸に滑合されたピニオンに駆動力が伝達される方式となっている。このため、台車は前後非対称の構造で後位側台車枠端梁 - 後位側動軸間が1550 mm、後位側動軸 - 心皿間が1000 mm、心皿 - 前位側動軸間が700 mm、前位側動軸 - 前位側台車枠端梁間が1000 mmの配置であり、車体と台車の配置も前後非対称で、後位側の車体オーバーハングが3250mm、前位側は2850mmとなっている。なお、軸箱支持方式はペデスタル式で軸ばね、枕ばねともに重ね板ばね、心皿は球面心皿方式となっているほか、動輪は直径885 mmのスポーク式、ピニオンは有効径732 mmのシュトループ式ラックレール用の1枚歯のものであるほか、車両両端の車軸には空気式の砂撒き装置が設置され、砂箱は台車枠装荷となっている。
- ブレーキ装置としては主制御装置による発電ブレーキと、直通ブレーキ式の空気ブレーキおよび手ブレーキを装備しており、空気ブレーキシリンダは車体床下装荷で粘着動輪用とピニオン用のものが装備され、基礎ブレーキ装置は粘着動輪の片押式踏面ブレーキとピニオン併設のブレーキドラム、ピニオン用主電動機端部のブレーキドラムに作用する。

### 主要諸元
- 軌間：1000 mm
- 電気方式：DC850 V架空線式
- 軸配置：B'zB'z
- 最大寸法：全長13600 mm、車体幅2500 mm、屋根高3450 mm
- 軸距：1100+700=1800 mm
- 台車中心間距離：7500 mm
- 動輪径：885 mm
- ピニオン有効径：732 mm
- 自重（6号機）：30.0 t
- 定員：2等座席6名、3等座席24名
- 走行装置
  - 主電動機：直流直巻整流子電動機×4台（1時間定格出力：55.1kW×4台（1-3号機）、69.8kW×4台（6号機））
  - 減速比
    - 1-3号機：4.5（粘着動輪）、8.15（ピニオン）
    - 6号機：5.62（粘着動輪）

  - 牽引力
    - 1-3号機、8.55km/h時：58.8kN（ラック駆動装置40.6kN、粘着駆動装置18.2kN）
    - 1-3号機、10.8km/h時：29.4kN（ラック駆動装置19.6kN、粘着駆動装置9.8kN）

  - 牽引トン数
    - 6号機：51t（135パーミル）
- 最高速度：25km/h（粘着区間）、10km/h（ラック区間）
- ブレーキ装置：発電ブレーキ、空気ブレーキ、手ブレーキ

## 運行・廃車・譲渡
- 製造後はモンテイ-シャンペリ-モルジャン鉄道の全線で旅客列車および貨物列車を牽引していたが、この路線は全長12.9km、最急勾配は粘着区間で50パーミル、シュトループ式のラック区間で135パーミルで、スイス国鉄の主要幹線ローザンヌ - ブリーク線に並行する支線であるサン＝ジャンゴルフ - サン＝モーリス線のモンテイ駅に隣接する標高406mのモンテイCFF駅からモンテイ=ヴィレ駅を経由してスキーリゾートとして知られる標高1043mのシャンペリ=ヴィレッジまでを登っていた[15]山岳路線で、モンテイ=インプレース駅からモンテイ=ヴィレ駅（モンテイ-シャンペリ-モルジャン鉄道）もしくはモンテイ-クロシュタン駅（エーグル-オロン-モンテイ鉄道）付近の間で、ローザンヌ・ブリーク線のエーグルとモンテイ市内のモンテイ市場広場駅を結ぶ1000mm軌間、全線粘着式のエーグル-オロン-モンテイ鉄道[16]と路線を共有していた。
- 同鉄道は1908年1月2日のモンテイ=ヴィレ - シャンペリ=ヴィレッジ間の開業に際してBCFeh4/4 1-3号機の3機のほか、BC2 10形とC2 11形の2軸客車2両とFZ 21形郵便荷物車、K 22-23形有蓋車、L 31-32形無蓋車、M 41-42形無蓋車の6両の貨車を用意しており、その後1909年1月4日のモンテイ=ヴィレ - モンテイCFF間の開業と同時期に BCFeh4/4 6号機が増備され、その後客車、貨車も順次増備されている。本形式は単行もしくは客車を牽引した旅客列車のほか、貨車を牽引して混合列車、工事列車にも使用されていた。
- 1946年1月1日にモンテイ-シャンペリ-モルジャン鉄道とエーグル-オロン-モンテイ鉄道は合併してエーグル-オロン-モンテイ-シャンペリ鉄道となった際に、両鉄道の番号の重複する電車については旧エーグル-オロン-モンテイ鉄道の電車が改番され、BCFeh4/4 1...6形は現番号のまま車体塗装や標記類を変更して全線で運行された。なお、合併と前後してモンテイ市内の路線の整理が行われており、1921年2月28日にはエーグル-オロン-モンテイ鉄道のモンテイ-クロシュタン - モンテイ市場広場間0.6kmが廃止となり、1976年7月12日にはモンテイ=ヴィレ - モンテイSBB間1.0kmが廃止となり、モンテイ=ヴィレ駅が旧モンテイ-クロシュタン駅付近へ移転している。
- BCFeh4/4 1-3号機は、1954年に導入されたBCFe4/4 11-14形（現ABFe4/4 11-14形）に置き換えられて同年中に廃車となり、BCFeh4/4 6号機はその後も残されていたが、1971年に運用を外れている。
- BCFeh4/4 6号機はその後1975年に博物館鉄道であるブロネイ-シャンビィ博物館鉄道[17]に譲渡され、同じく譲渡されたBC 10号車とともにが同鉄道でモンテイ-シャンペリ-モルジャン鉄道時代と同一の塗装・標記で観光列車として運行されている。

## 同形機

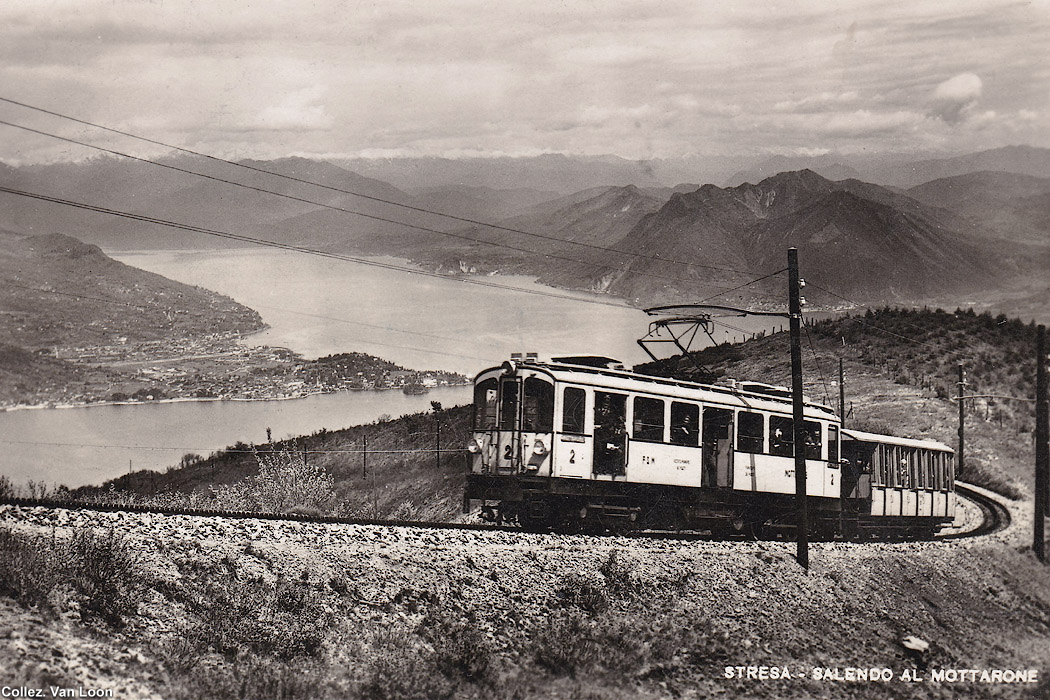
ストレーザ-モッタローネ鉄道の1形2号機、背景の湖はマッジョーレ湖

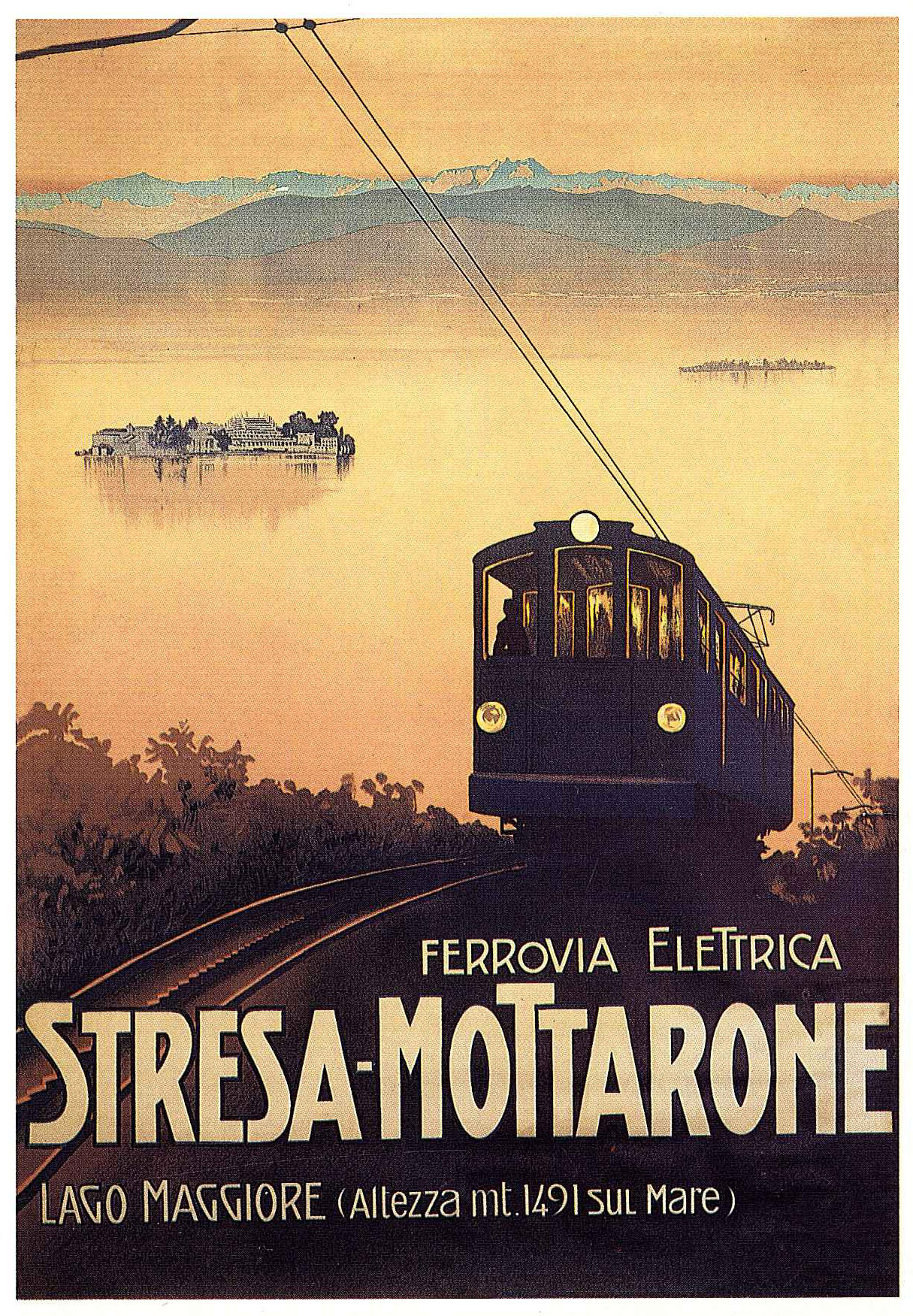
ストレーザ-モッタローネ鉄道のポスター

- イタリア北部の私鉄で1911年7月12日に開業したストレーザ-モッタローネ鉄道（it:Ferrovia Stresa-Mottarone）[18]では、開業に際してモンテイ-シャンペリ-モルジャン鉄道のBCFeh4/4 1...6形とほぼ同形の1形の1-5号機の5機を導入している。ベースとなったBCFeh4/4 1...6形との主な差異は以下の通り。
  - 全長が14000mmと若干長く、車体幅が2380mmと若干狭い（屋根高は同一）
  - 定員が立席を含めて110名、座席は3等のみの40席と荷物室内の補助席4席となっている
  - 外観はほぼ同様のデザインながら前面、側面とも窓が大きく、車体塗装は黄色一色ベース
  - 台車は一部寸法を除きほぼ同一
  - 屋根上中央に下枠交差式のパンタグラフが1基搭載され、機器配置も異なる
- 同鉄道はマッジョーレ湖西岸の町であるストレーザとアルプス西部の山である標高1492ｍのモッタローネ山を結ぶ、全長10kmの観光路線であり、最急勾配は粘着区間55パーミル、シュトループ式のラック区間200パーミルで標高は197-1380ｍ、電化方式DC750Vの観光路線である。
- なお、同鉄道は1963年5月13日に廃止、代替のロープウェイが1970年に開業しており、1-5号機も全車廃車となっている。

### 主要諸元
- 軌間：1000mm
- 電気方式：DC750V架空線式
- 軸配置：B'zzB'zz
- 最大寸法：全長14000mm、車体幅2380mm、屋根高3450mm
- 軸距：1100+700=1800mm
- 台車中心間距離：7500mm
- 動輪径：885mm
- ピニオン有効径：764mm
- 自重：30.5t
- 定員：座席40名、折畳席4名
- 走行装置
  - 主電動機：直流直巻整流子電動機×4台（1時間定格出力：62.5kW×4台）
  - 減速比：5.62（粘着動輪）、9.75（ピニオン）
- 最高速度：30km/h（粘着区間）、15km/h（ラック区間）
- ブレーキ装置：発電ブレーキ、空気ブレーキ、手ブレーキ